# Megasurcula carpenteriana
Megasurcula carpenteriana är en snäckart som först beskrevs av William More Gabb 1865.  Megasurcula carpenteriana ingår i släktet Megasurcula och familjen Turridae. Inga underarter finns listade i Catalogue of Life.

## Bildgalleri

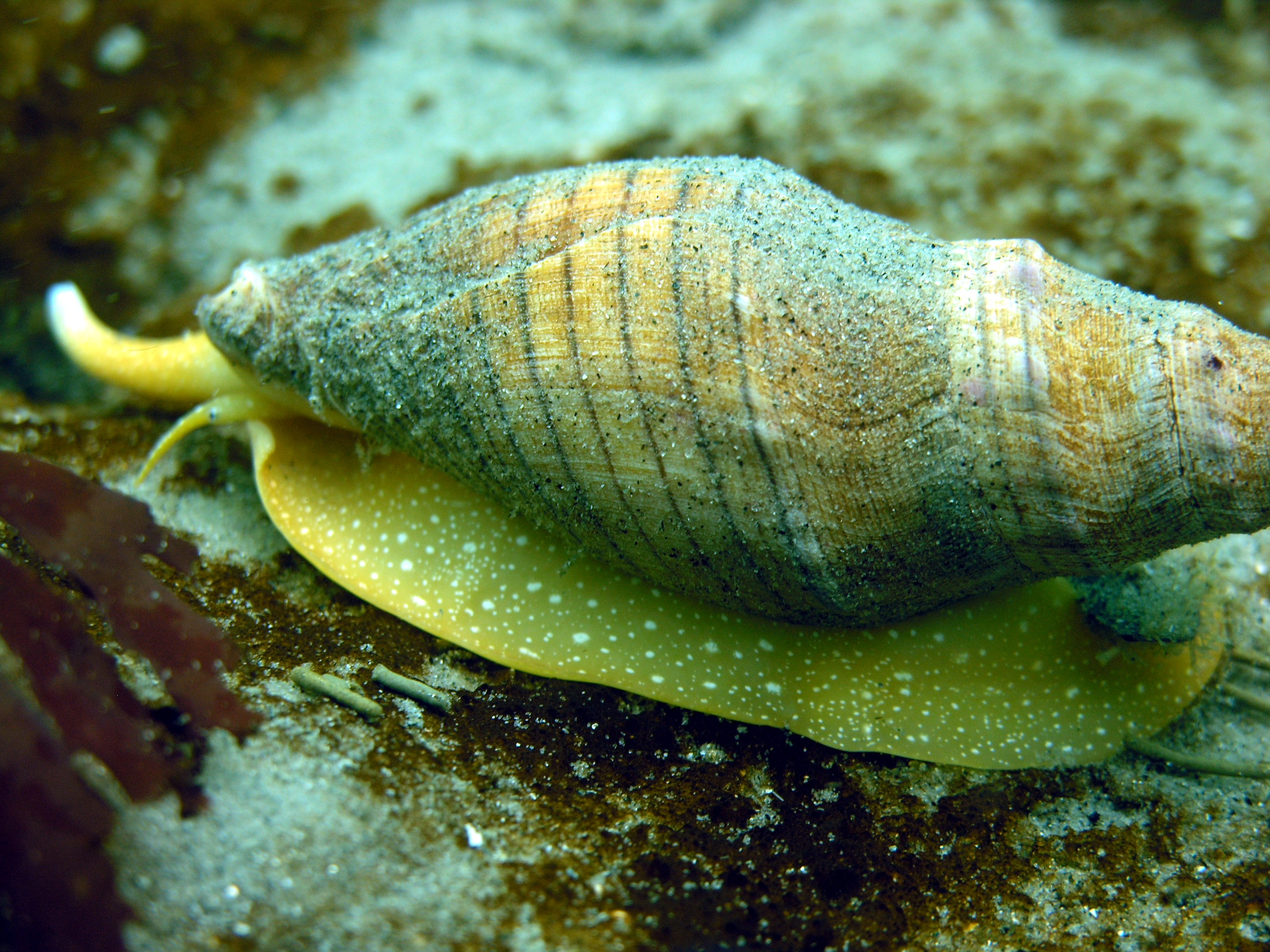